# Archidendron merrillii
Archidendron merrillii là một loài thực vật có hoa trong họ Đậu. Loài này được (J.F.Macbr.) I.C.Nielsen miêu tả khoa học đầu tiên.